# Cementiri de Bunyol
El Cementiri de Bunyol és un cementiri civil i maçònic de la localitat de Bunyol. És característic que durant la dictadura franquista fou l'únic cementiri maçònic respectat. També té una part religiosa.
El cementiri fou fundat el 1886 per Joaquín Ballester, alcalde de Bunyol i maçó. La tomba maçona antiga del cementiri és la d'aquest personatge històric. En l'actualitat s'hi troben 435 tombes amb simbologia maçònica, dels quals més de quaranta són mestres maçons. Malgrat la persecució de la maçoneria durant la dictadura franquista es van seguir soterrant maçons allí decorant les tombes amb simbologia maçona, burlant els serives d'intel·ligència del règim. Segons explica l'investigador Rafael Casero Alcañiz al respecte, moltes tombes estan en mal estat i no són restaurades.